# الدحقة (شبام)

'

تعديل مصدري - تعديل

الدحقة هي إحدى قرى عزلة شبام بمديرية شبام التابعة لمحافظة حضرموت، بلغ تعداد سكانها 255 نسمة حسب تعداد اليمن لعام 2004.